# لوکسگاو
لوکسگاو (به آلمانی: Löchgau) یک شهر در آلمان است که در لودویگزوبورگ واقع شده‌است.

## خصوصیات
لوکسگاو ۵٬۳۲۶ نفر جمعیت دارد.